# Овчаренко, Георгий Михайлович
Георгий Михайлович Овчаренко (20 февраля 1935, Орджоникидзе, Северо-Осетинская автономная область, РСФСР, СССР — 13 июля 2004) — советский и российский кинорежиссёр, сценарист, директор картины.

## Биография
Родился 20 февраля 1935 года в Орджоникидзе. В 1966 году окончил режиссёрский факультет ВГИКа (мастерская документального кино под руководством И. Копалина).
В 1953—1961 годах работал монтажником, рабочим, строителем, воспитателем в трудовых колониях.
С 1963 года снимал как игровые, так и документальные фильмы на различных киностудиях, соавтор сценария некоторых собственных фильмов.
Умер 13 июля 2004 года в возрасте 69 лет.

## Фильмография

### Режиссёр
- 1967 — Снег среди лета
- 1971 — Море нашей надежды
- 1974 — Великий укротитель
- 1980 — Седьмая пятница
- 1991 — Говорящая обезьяна

### Сценарист
- 1971 — Море нашей надежды
- 1991 — Говорящая обезьяна

### Директор картины
- 1991 — Говорящая обезьяна